# São Pedro (São Tomé)
São Pedro é uma aldeia de São Tomé e Príncipe, localiza-se no Distrito de Caué, ilha de São Tomé, próxima às localidades de Novo Brasil, Vila Conceição e de Santa Josefina.